# レオン・ジュンハオ
レオン・ジュンハオ（中国語: 梁峻豪、英語: Leong Jun Hao、1999年7月13日 - ）は、マレーシアの男子バドミントン選手。2017年のアジアジュニア王者。

## 経歴
2017年に、アジアジュニアの決勝で白玉鵬を破って金メダルを獲得した。